# Dionysius Sebwe
Dionysius Sebwe (Monrovia, 7 marzo 1969) è un ex calciatore liberiano, di ruolo difensore.

## Carriera

### Nazionale
Ha debuttato in Nazionale nel 1996. Ha messo a segno la sua prima rete con la maglia della Nazionale il 23 agosto 2001, nell'amichevole Messico-Liberia (5-4), siglando la rete del momentaneo 3-4 al minuto 74. Ha partecipato, con la Nazionale, alla Coppa d'Africa 2002. Ha collezionato in totale, con la maglia della Nazionale, 15 presenze e una rete.